# Glyceridae
Glyceridae ist der Name einer Familie langer, frei lebender und grabender, räuberischer oder detritusfressender Vielborster (Polychaeta), die in Meeren weltweit zu finden sind.

## Merkmale
Die Vielborster der Familie Glyceridae haben mehrere hundert Segmente und werden bis zu 40 cm lang. Das kegelförmige Prostomium der Glyceridae ist geringelt und trägt vier kleine Endfortsätze. Nuchalorgane sind bisher nur für die Art Glycera convoluta beschrieben. Kennzeichnend für die Glyceridae ist die Form des langen, muskulösen, ausstülpbaren Pharynx, an dessen Ende vier in einem Kreuz angeordnete Kiefer aus Skleroproteinen sitzen und der mit verschiedenen Typen von Papillen besetzt ist. In der Gattung Glycera sitzen an der Basis der Kiefer Giftdrüsen, deren Gift über eine Röhre im Kiefer transportiert wird und das durch seine Neurotoxine und Proteinasen auch beim Menschen mehrere Tage andauernde empfindliche Schmerzen hervorruft. Das Peristomium ist reduziert; auch gibt es keine Endpapillen.
Das erste Segment trägt wie die übrigen mehr oder weniger verschmolzen sind und an dem lange, gelenklose Palpen, laterale und mediane Antennen, 2 Paar Tentakel-Cirren und Augen sitzen. Die bei manchen Arten sehr großen Augen können direkt auf dem Kopf oder vorn auf vorragenden Ommatophoren sitzen. Ein Paar ist vorhanden.
Die Parapodien sind in allen Gattung gegabelt bis auf Hemipodia, wo sie ungegabelt sind. Die Neuropodien sind größer als die Notopodien, und Lappen vor und hinter den Borsten können vorhanden sein. Dorsalen und ventrale Cirren sind vorhanden. Echte Kiemen fehlen, doch gibt es dorsal von den Parapodien kiemenartige Strukturen ohne Gefäßsystem, durch die schleifenförmige Ausläufer des Coeloms verlaufen. Die Tiere haben auch Aciculae. Die Borsten des Notopodiums sind, soweit überhaupt vorhanden, einfach, die des Neuropodiums dagegen zusammengesetzt. Am Pygidium sitzt ein Paar Cirren.
Die Glyceridae besitzen im Gegensatz zu den meisten Vielborstern weder Herz noch Blutgefäße. In der Coelomflüssigkeit, die durch Cilientätigkeit in Bewegung gehalten wird, ist Hämoglobin gelöst. Zwischen den vorderen Segmenten gibt es keine Scheidewände.

## Verbreitung, Lebensweise und Beispielarten

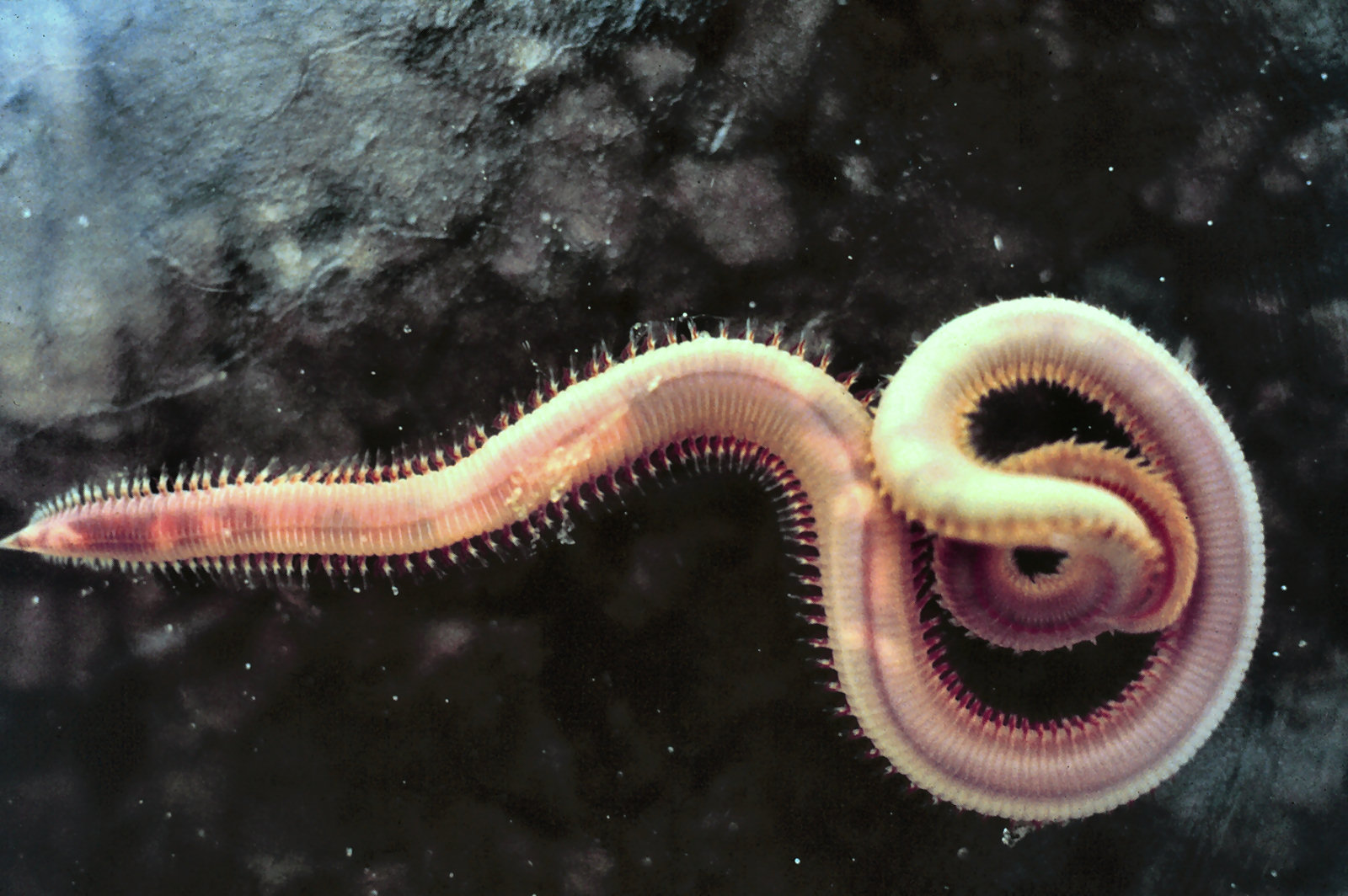
Glycera sp.

Die Glyceridae sind in Meeren weltweit verbreitet und leben überwiegend auf sandigen oder schlammigen Untergründen.
Viele Glyceridae – so in der Gattung Glycera – graben sich Gänge durch das Sediment. Diese Tiere sind Fleischfresser, die ihre Beute mit ihren Kiefern packen, gegebenenfalls durch ihr Gift lähmen und in ihre Gänge ziehen. Glycera americana und Glycera alba fressen vor allem bewegliche Beute wie Polychaeten und Flohkrebse. Bevorzugte Beute von Glycera dibranchiata in Maine ist der Polychaet Nereis virens. Einige Arten in anderen Gattungen ernähren sich von Detritus und graben keine Gänge.

## Entwicklungszyklus
Die Glyceridae sind, soweit bekannt, stets getrenntgeschlechtlich, und ungeschlechtliche Vermehrung ist unbekannt. Zumindest von neun Glycera-Arten ist bekannt, dass sie zur Paarung in Schwärmen an der Wasseroberfläche zusammenkommen, ihre Gameten durch Aufreißen der Körperwand entlassen und daraufhin sterben. Einige Arten zeigen dabei Epitokie. Die Entwicklung verläuft über eine Trochophora-Larve und drei Metatrochophora-Stadien, ehe die reife Larve mit einem wohl entwickelten Prostomium zu Boden sinkt und zu einem kriechenden Wurm metamorphosiert.

## Gattungen
Die Familie Glyceridae wird in 5 Gattungen unterteilt:
- Glycera Lamarck, 1818
- Glycerella Arwidsson, 1899
- Hemipodia Kinberg, 1865
- Paranereites Eisenack, 1939 †
- Proboscidea Lesueur in Blainville, 1825